# Charków
Charków (ukr. Харків, Charkiw; ros. Харьков Charkow) – miasto w północno-wschodniej części Ukrainy, położone na południowym krańcu Wyżyny Środkoworosyjskiej, stolica obwodu charkowskiego. Na początku 2021 roku, z liczbą mieszkańców wynoszącą około 1,43 mln, Charków zajął drugie miejsce (po Kijowie) wśród najludniejszych ukraińskich miast. Jest jednym z dziesięciu największych miast Ukrainy pod względem powierzchni.
Charków jest jednym z największych ośrodków przemysłowych i kulturalno-naukowych Ukrainy. W mieście rozwija się przemysł maszynowy, zbrojeniowy, metalowy, chemiczny, środków transportu, materiałów budowlanych, włókienniczy i spożywczy. Był trzecim ośrodkiem naukowym i przemysłowym ZSRR po Moskwie i Leningradzie. Odbywają się w nim Międzynarodowe Targi Przemysłu Obronnego. Działa kilkanaście uniwersytetów, akademie i inne uczelnie. Miasto leży nad trzema niewielkimi rzekami: Charkiw (dopływ rzeki Łopań), Łopań (dopływ rzeki Uda) i Uda (dopływ Dońca). Aglomeracja w 2019 roku liczyła 2 109 000 mieszkańców. Językiem dominującym jest rosyjski. Od marca 2022 Miasto-bohater Ukrainy.

## Nazwa

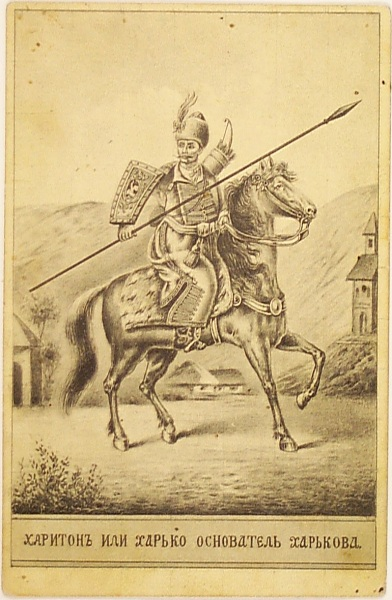
Mityczny Chariton (1890)

Niektóre źródła podają, że miasto zostało nazwane na cześć jego założyciela, Charitona (ukr. Харитон, lub Zachariasza, ukraiński: Захарій).

## Historia

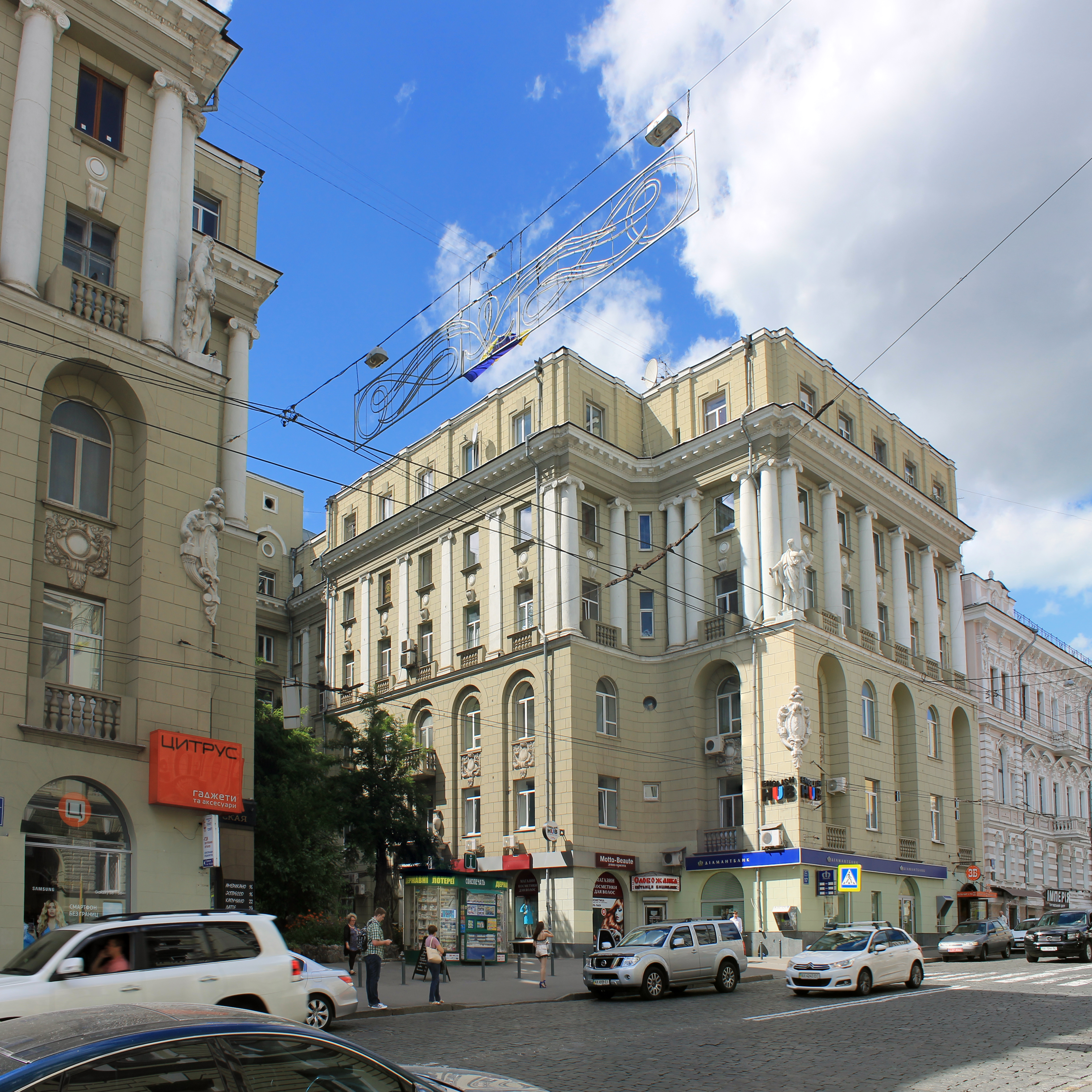
Ulica Sumska, jedna z głównych ulic Charkowa

### Początki
Historia Charkowa sięga roku 1654 gdy miasto zostało założone przez Kozaków jako osada wojskowa.

### W Imperium Rosyjskim

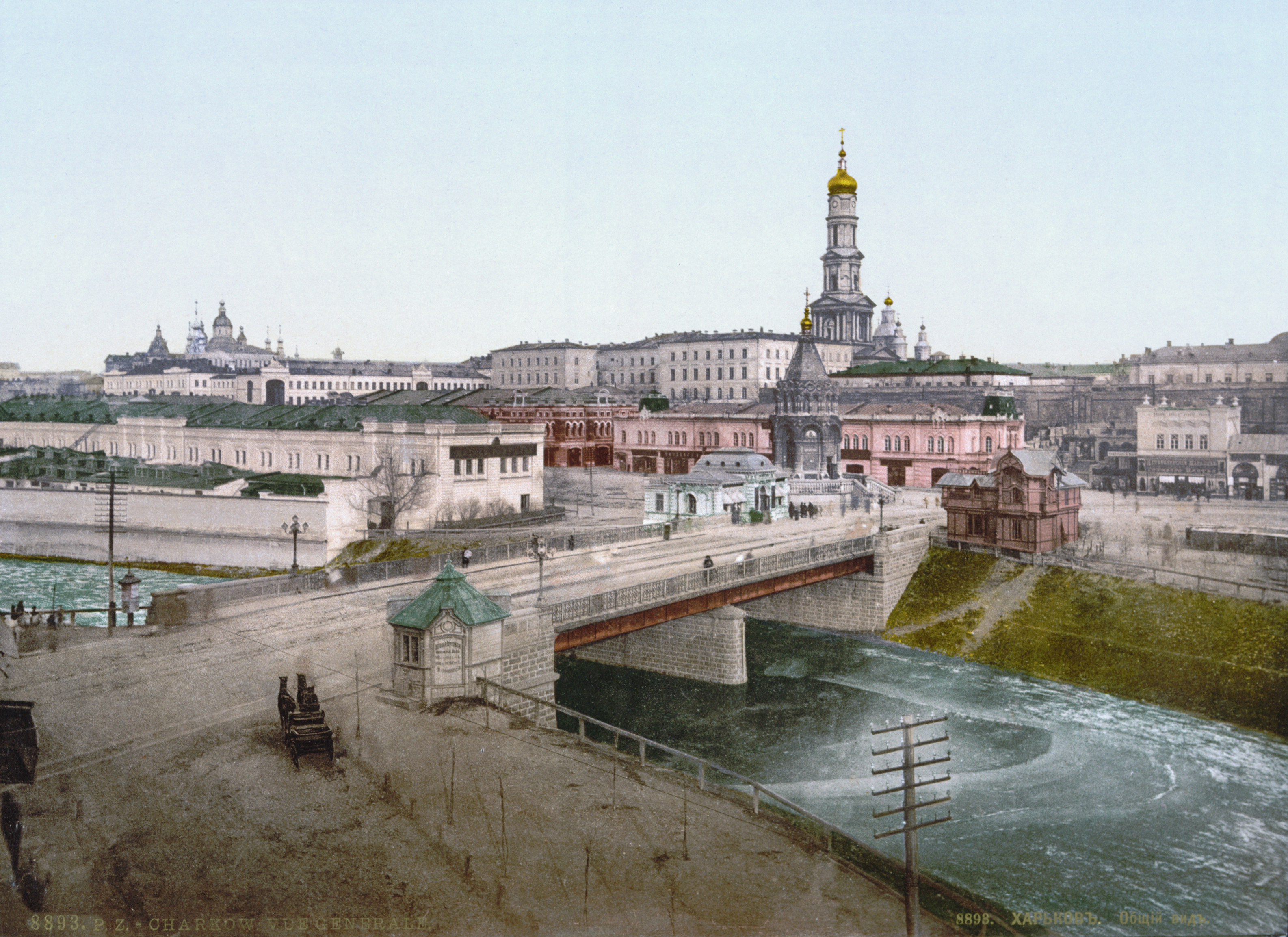
XIX-wieczny wygląd Charkowa

W trakcie reformy administracyjnej przeprowadzonej w 1708 r. przez Piotra Wielkiego obszar ten został włączony do guberni kijowskiej. Charków został wymieniony jako jedno z miast wchodzących w skład guberni. W 1727 r. został przydzielony do guberni Biełgorodu. Miasto stało się odrębną jednostką administracyjną pułku kozackiego Charków Słoboda. W 1765 miasto stało się stolicą Ukrainy Słobodzkiej.
W 1805 roku został założony w Charkowie Uniwersytet. Jego pierwsza siedziba znajdowała się w Pałacu Generalnego Gubernatora. Profesorem prawa był Aleksander Mickiewicz, brat Adama Mickiewicza, a Johann Wolfgang von Goethe pomagał w znalezieniu wykładowców dla szkoły. W 1906 roku Iwan Franko otrzymał doktorat z lingwistyki rosyjskiej.
W 1830 roku zostały wybrukowane ulice w centrum miasta. W 1844 roku wybudowano 90-metrową dzwonnicę w pobliżu soboru Zaśnięcia Matki Bożej w Charkowie, która w 1924 po zamknięciu katedry została przekształcona w maszt radiowy. Wodociągi zostały zbudowane w 1870 roku.
Charków stał się głównym ośrodkiem przemysłowym i kulturalnym Ukrainy. W 1812 r. w mieście została wydana pierwsza ukraińska gazeta. Silne poczucie tożsamości narodowej wpłynęło na kształtowanie się idei politycznych. W 1900 roku powstała pierwsza koncepcja niepodległej Ukrainy opublikowana przez Mykołaja Michnowśkiego.
W 1882 w Charkowie powstało koło studentów żydowskich, które propagowało hasło powrotu Żydów do Palestyny. Domu Jakuba, powstań – a pójdziemy – to slogan charkowskiej grupy żydowskich studentów, który legł u podstaw późniejszego ruchu syjonistycznego. Uznanym twórcą doktryny syjonistycznej i przywódcą tego ruchu Żydów był austro-węgierski dziennikarz Theodor Herzl, który ideowe zasady syjonizmu wyłożył w książce pt. Państwo żydowskie, wydanej po raz pierwszy w 1896 roku.

### 1917–1940

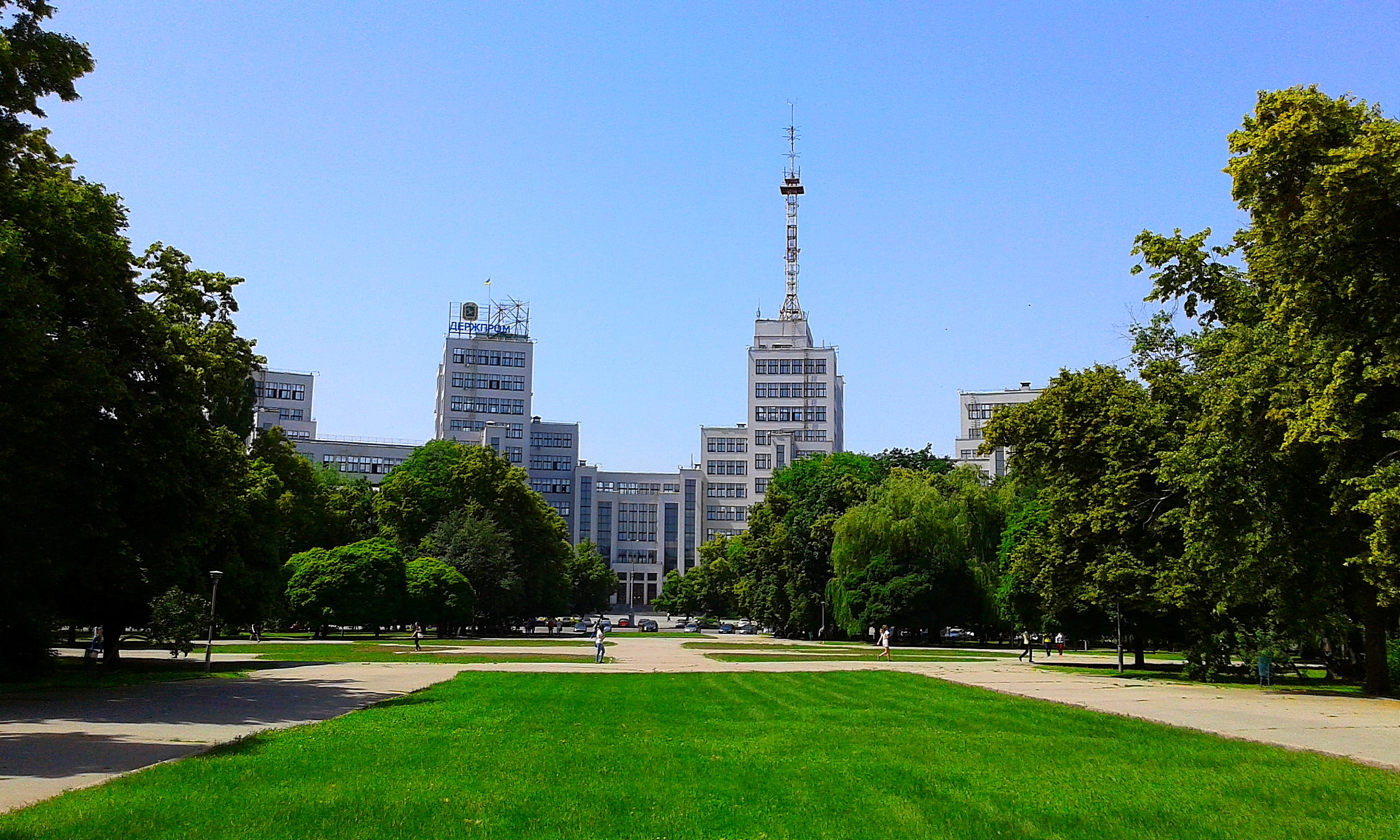
Odnowiony budynek Derżpromu

W 1917 roku miasto stało się stolicą Ukraińskiej Ludowej Republiki Rad do 1918 roku. W latach 1919–1934 Charków był stolicą Ukraińskiej Socjalistycznej Republiki Radzieckiej, następnie przeniesiono ją do Kijowa.
W stolicy powstały nowe siedziby dla administracji i władz państwowych. Derżprom podczas otwarcia był drugim najwyższym budynkiem w Europie oraz najwyższym w ZSRR, mierzył on 63 metry, a gdy w 1954 roku zainstalowano na nim wieżę radiową jego wysokość wzrosła do 108 metrów. W czasie dwudziestolecia międzywojennego w mieście powstawały budynki w stylu konstruktywizmu. Oprócz Derżpromu są to: Dom Armii Czerwonej, Ukraiński Instytut Politechniczny, budynek rady miasta oraz centralny dom towarowy, który został otwarty w 15. rocznicę rewolucji październikowej. Tego samego roku, 7 listopada 1932, budynek Zgromadzenia Szlachty został przekształcony w budynek Wszechukraińskiego Centralnego Komitetu Wykonawczego.
W 1929 r. założono Instytut Nauk Politycznych, będący prekursorem obecnej Akademii Kultury. W latach 1921–1924 w Charkowie działało Poselstwo Rzeczypospolitej Polskiej, przemianowane w 1924 roku w Konsulat Generalny RP w Charkowie. W latach 1932–1933 Charków i jego okolice stały się jednym z centrów Wielkiego głodu na Ukrainie spowodowanego polityką Stalina.

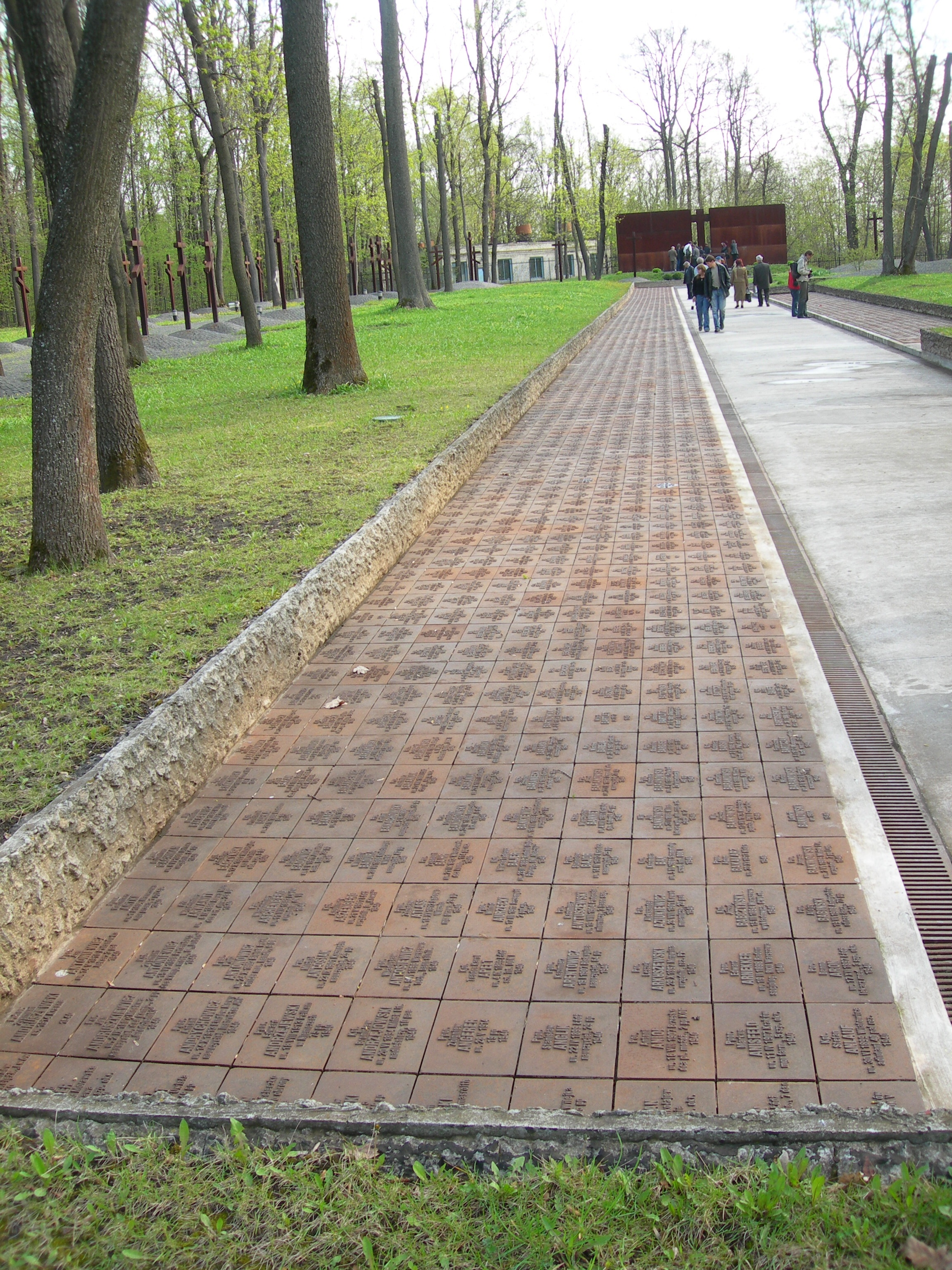
Pomnik upamiętniający tysiące polskich oficerów zamordowanych przez NKWD w Charkowie

W kwietniu i maju 1940 NKWD zamordowało w swojej siedzibie przy pl. Dzierżyńskiego 3 ok. 3800 więźniów obozu w Starobielsku, pochowanych następnie w Piatichatkach. Ta egzekucja stanowi część zbrodni katyńskiej.

### II wojna światowa

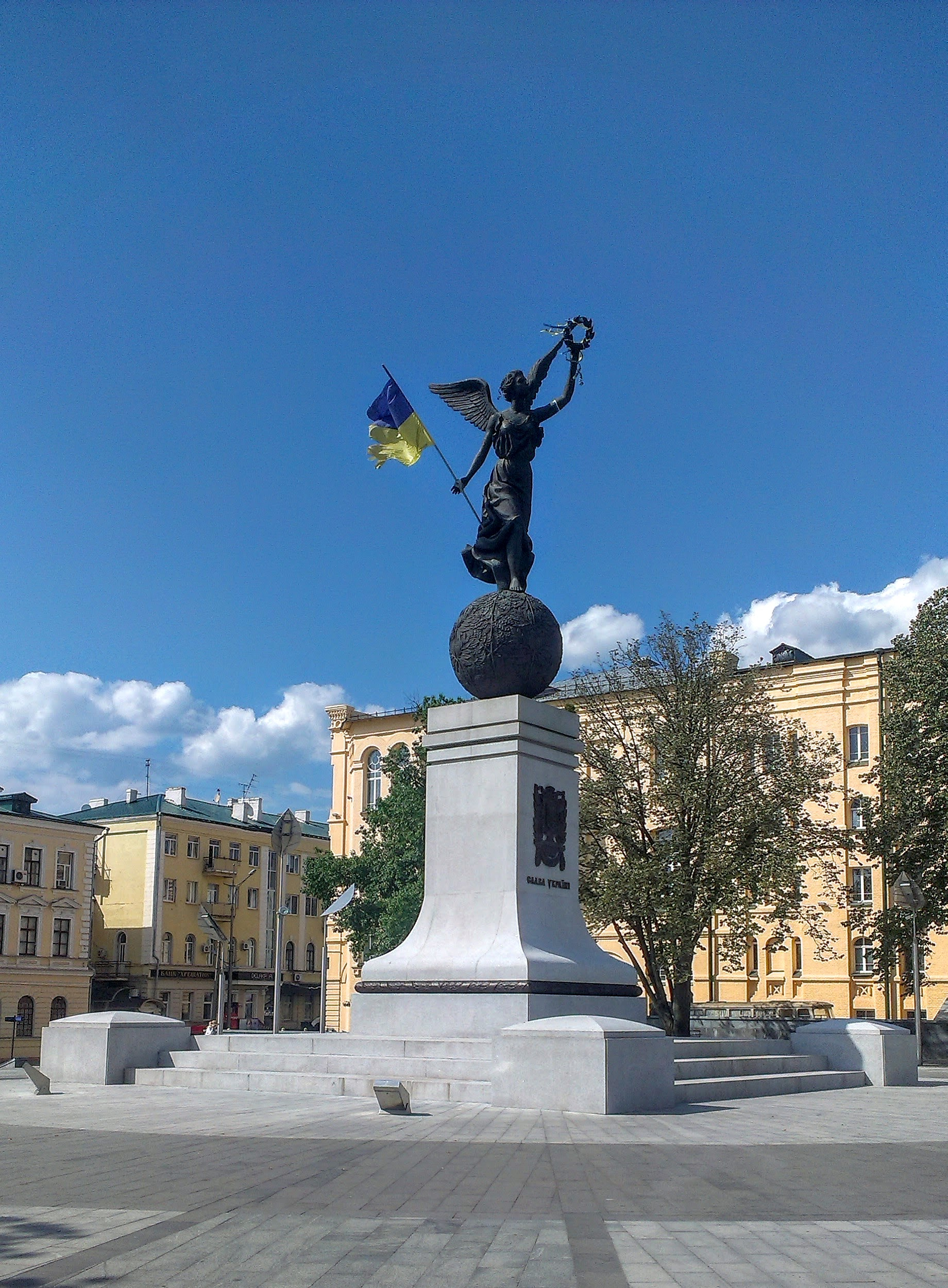
Pomnik Niepodległości w Charkowie upamiętniający uchwalenie Deklaracji niepodległości Ukrainy

Przed dotarciem wojsk niemieckich podczas II wojny światowej w 1941 roku charkowski przemysł zbrojeniowy został ewakuowany za Ural i stał się jednym z głównych baz produkcji czołgów (zwłaszcza T-34 zaprojektowanego wcześniej w Charkowie) dla Armii Czerwonej. Przedsiębiorstwa te powróciły do Charkowa po wojnie i nadal działają. Miasto zostało zdobyte przez Niemców 24 października 1941 roku. Po przeżyciach podczas Wielkiego terroru część mieszkańców miasta powitała jednostki Wehrmachtu z chlebem i solą. Armia Czerwona przeszła do nieudanej operacji charkowskiej w maju 1942 roku. Miasto zostało wyzwolone przez Sowietów 16 lutego 1943 r., jednak zostało ono odbite przez Niemców 15 marca 1943 roku podczas trzeciej bitwy. Ostatecznie Charków został odzyskany 23 sierpnia 1943 r. przez Związek Radziecki podczas operacji biełgorodzko-charkowskiej. W sumie miały miejsce cztery bitwy o kontrolę nad Charkowem. Trzecie co do wielkości miasto w Związku Radzieckim podczas wojny, było najludniejszym miastem ZSRR zdobytym przez Niemców (Kijów podczas wojny posiadał mniejszą liczbę mieszkańców). Zostało zniszczone w 70 procentach, a dziesiątki tysięcy mieszkańców zabitych.
W połowie grudnia 1941 roku na terenie osiedla baraków robotniczych, które należało do miejscowej fabryki urządzeń mechanicznych oraz fabryki traktorów, Niemcy zorganizowali getto dla ludności żydowskiej. Istniało ono tylko przez kilka tygodni, gdyż już na początku stycznia wszyscy jego mieszkańcy zostali rozstrzelani w Drobyckim Jarze. Według najbardziej ostrożnych szacunków w czasie niemieckiej okupacji ofiarą Zagłady padło co najmniej 12 tys. Żydów z Charkowa.
Z 700 000 mieszkańców Charkowa przed wybuchem II wojny światowej 120 000 stało się przymusowymi robotnikami w Niemczech, 30 000 zostało straconych, a 80 000 umarło z głodu.

### Po 1945 roku

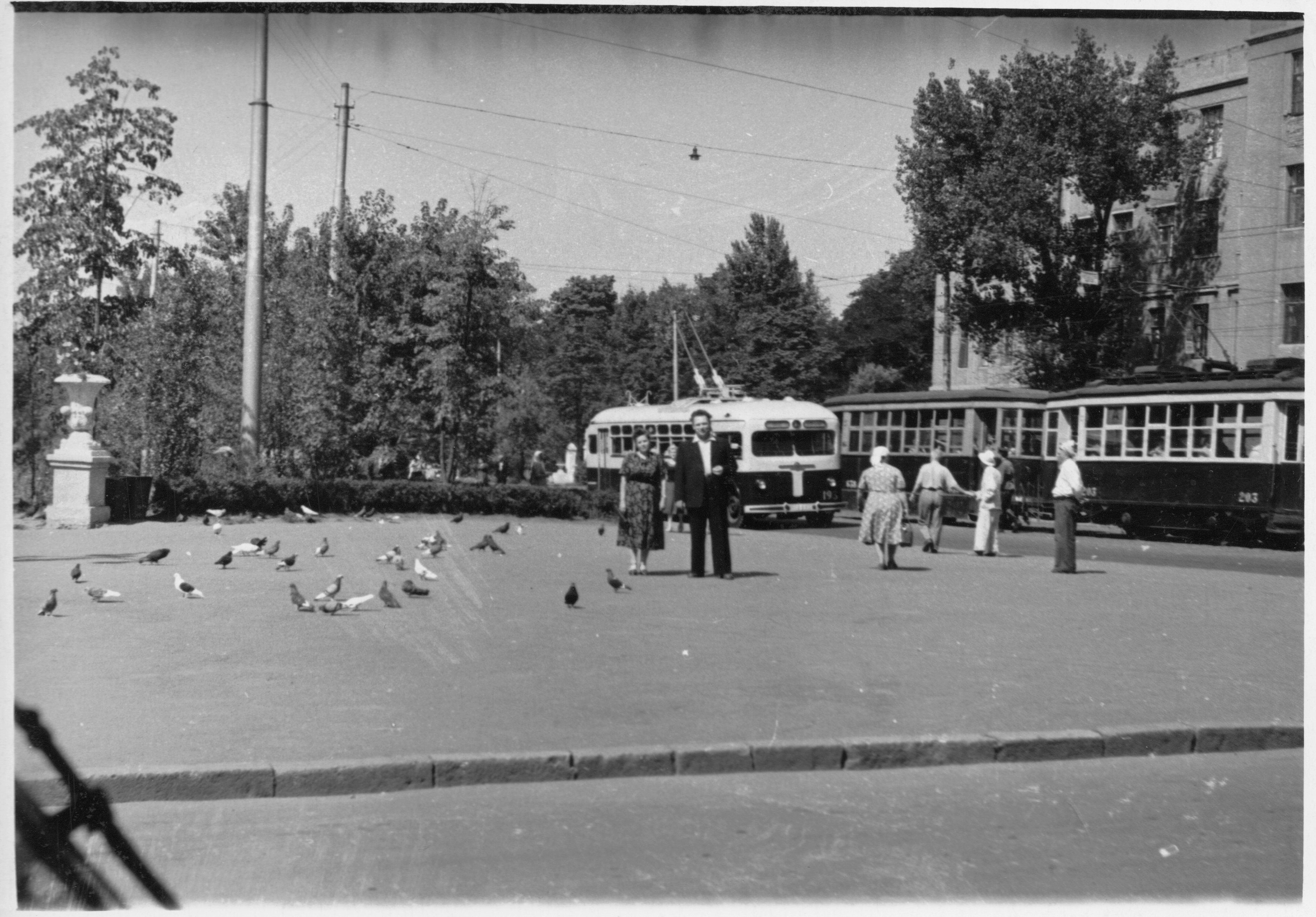
Charków w 1950 roku, ulica Trinklera

W powojennym Charkowie wiele domów i fabryk zostało odbudowanych. Miasto planowano odbudować w stylu socrealistycznym. W 1954 roku zostało wybudowane lotnisko. Po wojnie Charków był trzecim ośrodkiem naukowym i przemysłowym w ZSRR (po Moskwie i Leningradzie). W roku 1975 zostało otwarte metro.

### W niepodległej Ukrainie

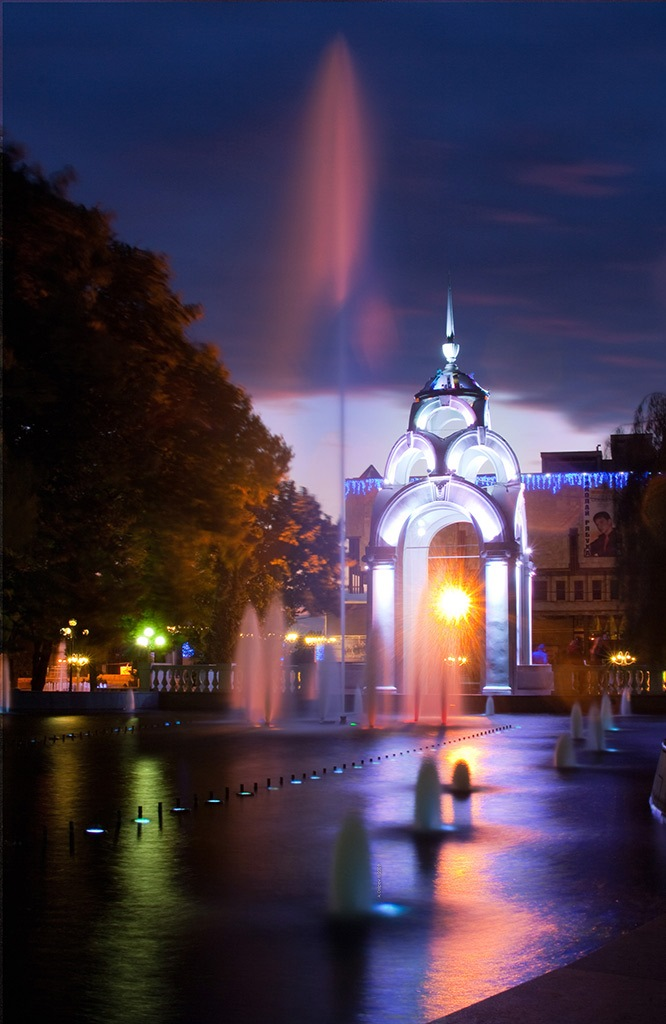
Fontanna Dzerkalnyj strumiń

Po rozpadzie Związku Radzieckiego miasto znalazło się na terytorium Ukrainy. W latach 1990–2000 rozpoczęto budowy wielu cerkwi.
W 2007 roku wietnamska mniejszość zbudowała największą w Europie świątynię buddyjską. 6 września 2012 r. miasto poszerzyło swoją powierzchnię z około 310 do 350 kilometrów kwadratowych.
Miasto było gospodarzem UEFA Euro 2012. Mecze odbywały się na stadionie Metalist.
Podczas Euromajdanu rosyjscy aktywiści wywiesili flagę rosyjskiej federacji nad budynkiem administracji regionalnej. W kwietniu 2014 separatyści ogłosili także powstanie Charkowskiej Republiki Ludowej. Powstanie zostało stłumione w niecałe dwa dni z powodu szybkiej reakcji ministra spraw wewnętrznych Arsena Awakowa i ówczesnego ministra obrony Stepana Połtoraka. Do miasta zostały wysłane siły specjalne z Winnicy, aby stłumić separatystów. Burmistrz miasta Hennadij Kernes, który poparł Pomarańczową Rewolucję, lecz później przystąpił do Partii Regionów, postanowił stanąć po stronie rządu ukraińskiego. W wyniku reakcji charkowskich i ukraińskich władz udało się ustabilizować sytuację w mieście. W latach 2014–2016 w mieście miała miejsce seria ataków terrorystycznych. Największym z nich był zamach na marszu jedności 22 lutego 2015 roku zorganizowany przez dywersantów wyszkolonych przez rosyjskie służby specjalne. Zginęły w nim 4 osoby, a 9 zostało rannych.

### Wojna rosyjsko-ukraińska

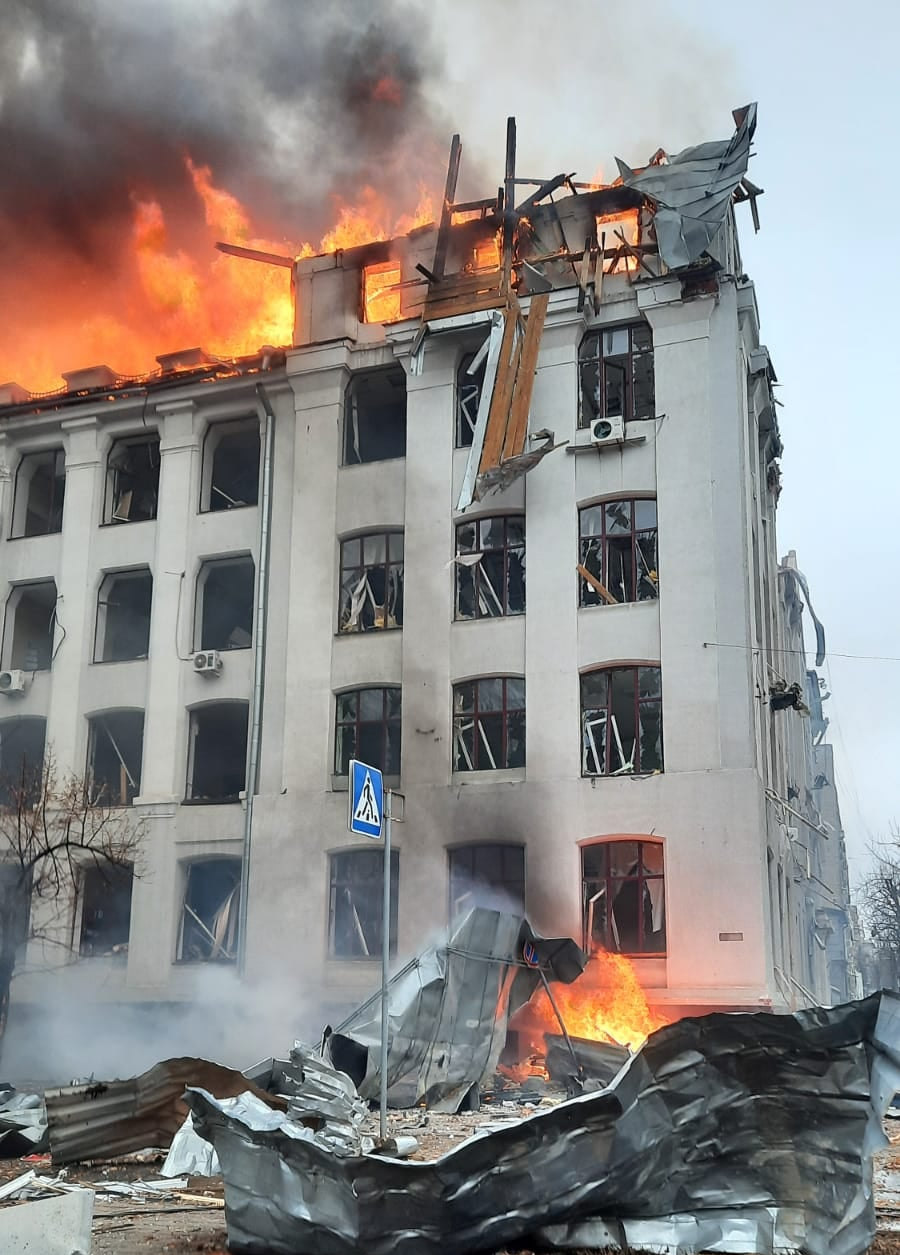
Wydział Ekonomii Uniwersytetu w Charkowie, 2 marca 2022 r.

Podczas inwazji rosyjskiej w 2022 roku Charków został silnie zbombardowany. Według stanu na 28 lutego w Charkowie zniszczono 90 domów ludności cywilnej.
6 marca 2022 roku Prezydent Wołodymyr Zełenski przyznał Charkowowi tytuł Miasta-Bohatera Ukrainy „za wyczyn, masowe bohaterstwo i niezłomność obywateli wykazaną w obronie Charkowa podczas odparcia zbrojnej agresji Federacji Rosyjskiej na Ukrainę”.
W latach 2023 i 2024 kontynuowane były rosyjskie ostrzały i bombardowania Charkowa.
Najbardziej znanym miejscem Charkowa jest Plac Wolności (znany wcześniej jako Plac Dzierżyńskiego), który jest 9. co do wielkości rynkiem miejskim w Europie i 28. pod względem wielkości placem na świecie.

## Galeria

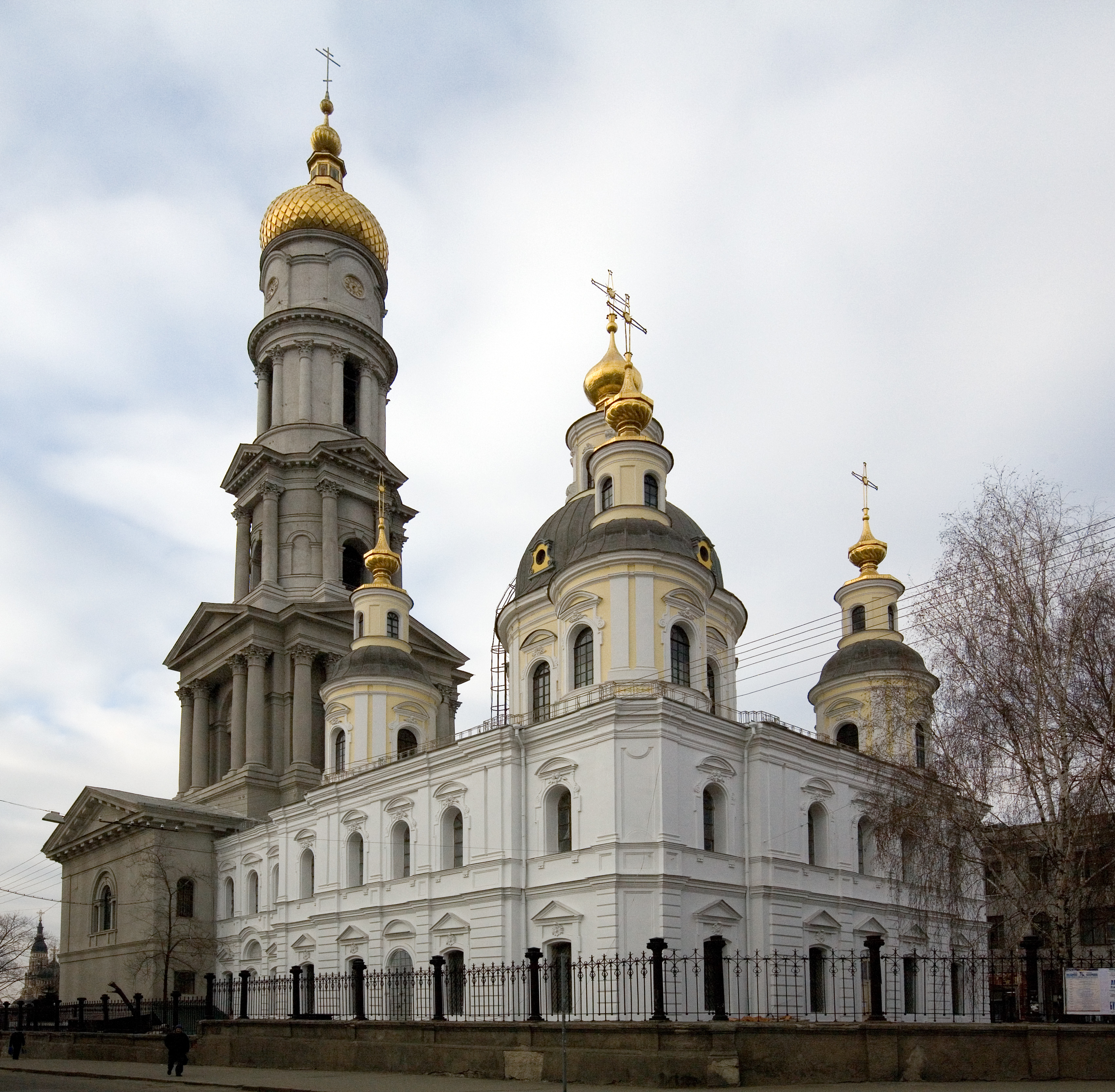
Sobór Zaśnięcia Matki Bożej (Uspieński)
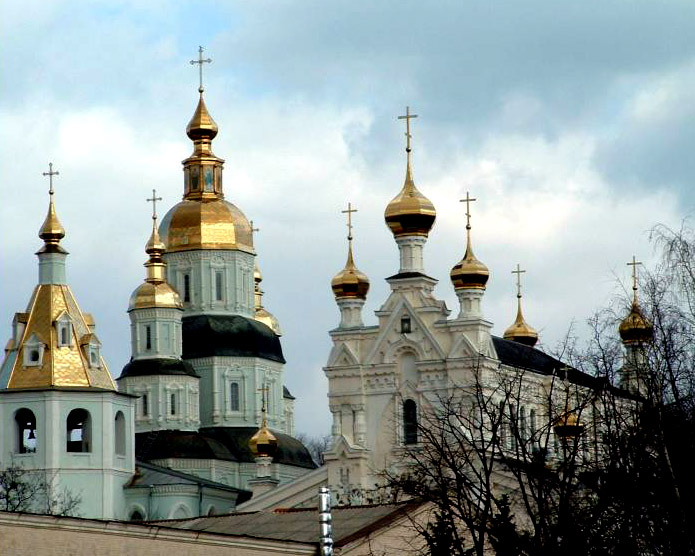
Sobór Opieki Matki Bożej (Pokrowski) z XVIII w.
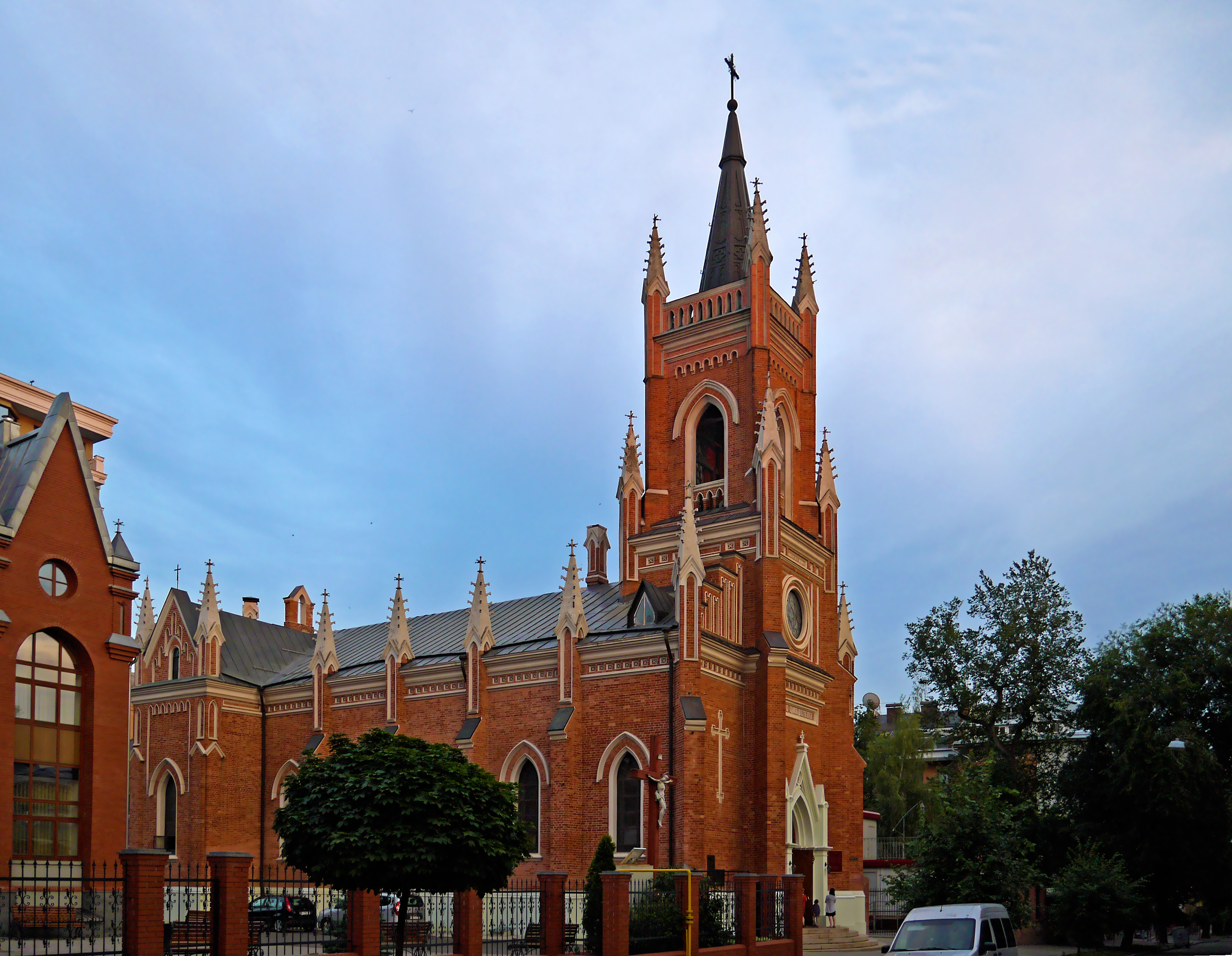
Katedra Wniebowzięcia Najświętszej Maryi Panny
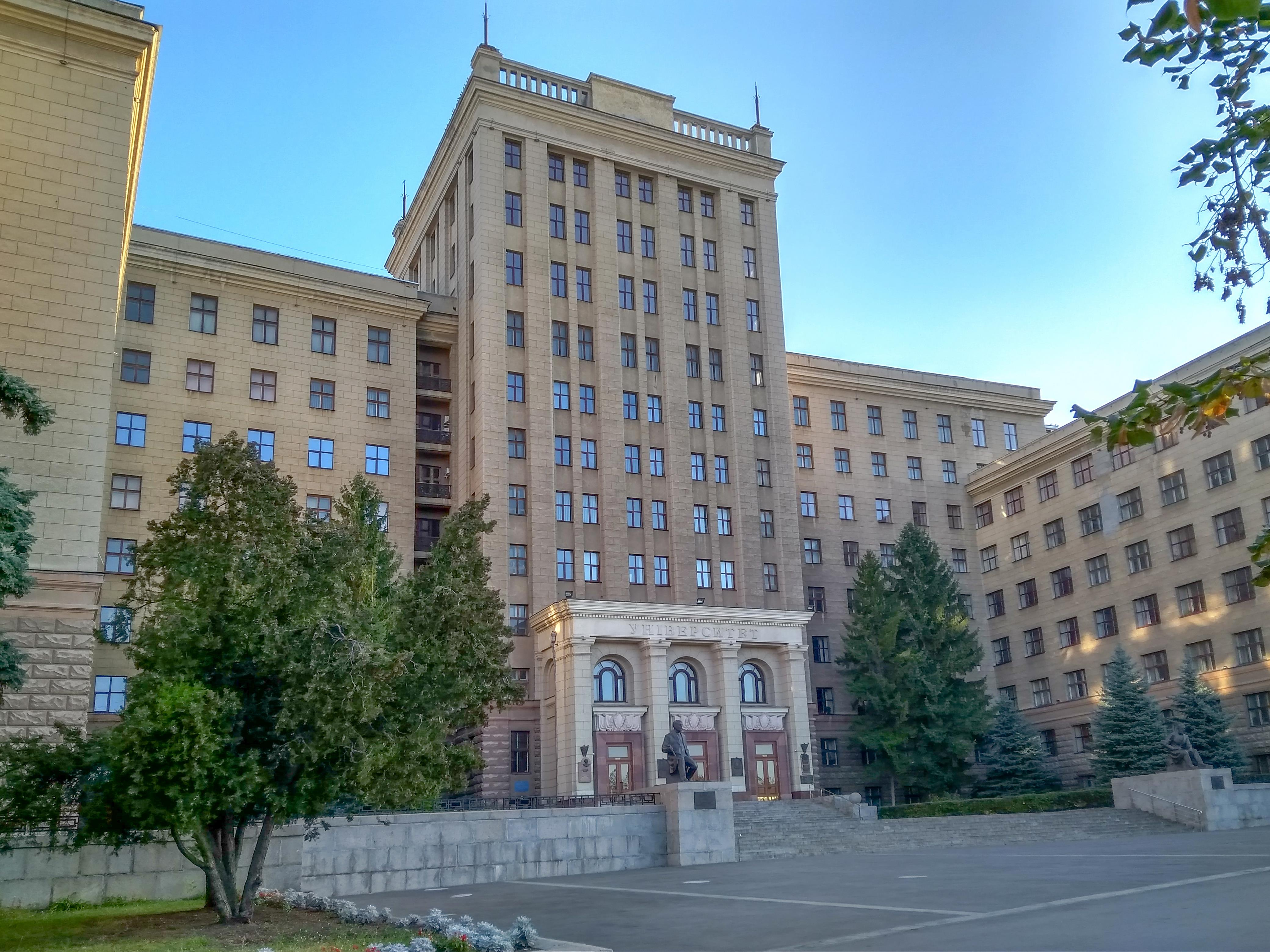
Gmach Uniwersytetu z 1932 r.
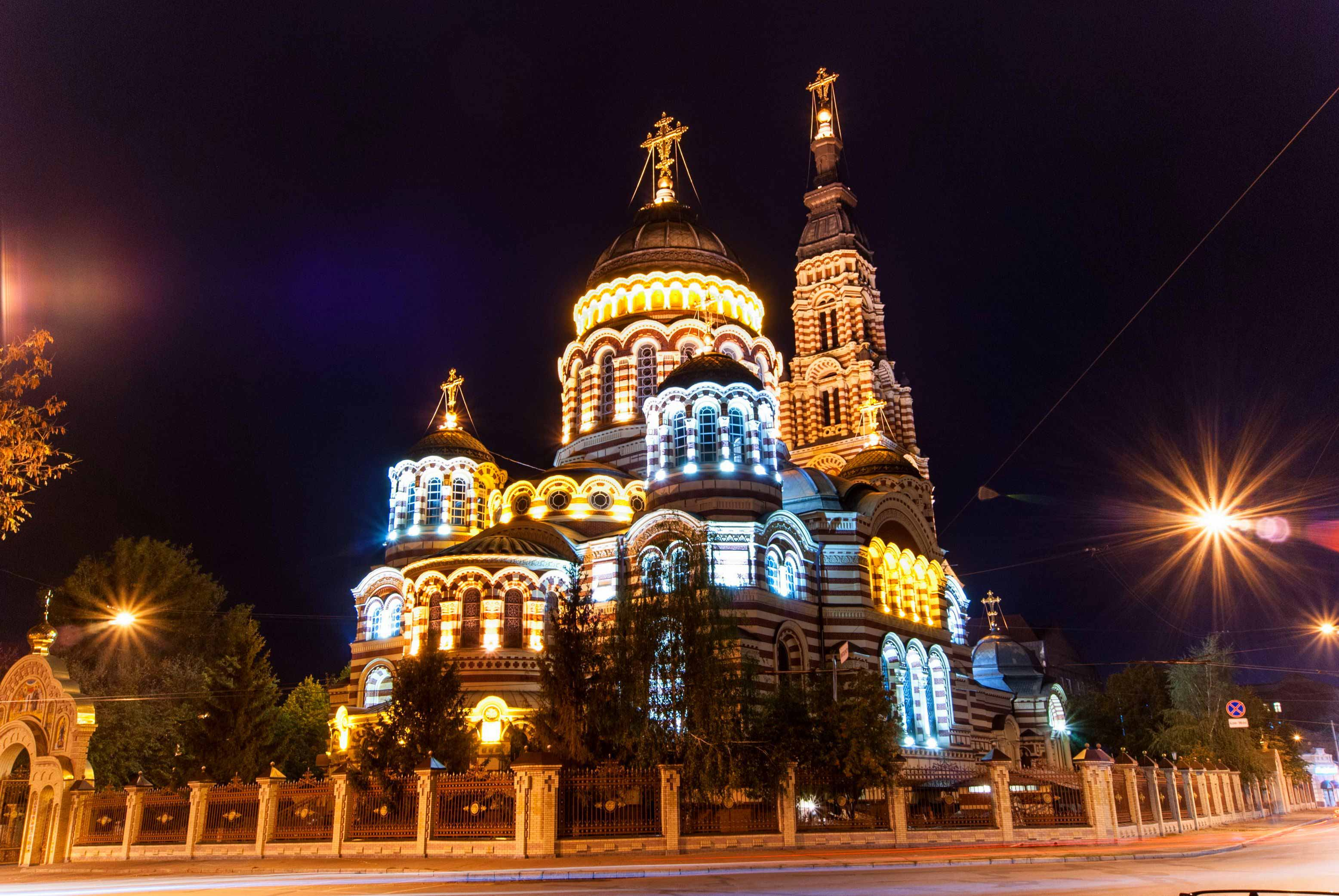
Sobór Zwiastowania (Błagowieszczeński) z 1901 r.

## Ludność zagraniczna w Charkowie

### Polacy
Polacy (głównie z terenów dawnego Wielkiego Księstwa Litewskiego) od początku stanowili poważny odsetek studiującej tu młodzieży, zwłaszcza po likwidacji polskich uniwersytetów w Wilnie i Warszawie. Ich liczba sięgała nawet 1/3 wszystkich studiujących. W latach 90. XIX w. studiowało w Charkowie 55 Polaków na uniwersytecie, jeszcze więcej (170) studiowało w Instytucie Technologicznym.
- Studenci polscy skupieni byli w specjalnie powołanej Korporacji Polskiej, której przewodził Aleksander Malinowski – założyciel miejscowej organizacji PPS.
- Lekarze różnych specjalności: chirurg Stefan Kolumna Wigura, Władysław Frankowski, patolog i epidemiolog – Włodzimierz Wysokowicz, internista oraz profesor i kierownik kliniki terapeutycznej – Teodor Opęchowski, profesor Katedry Chirurgii Operacyjnej i dziekan Wydziału Lekarskiego – Julian Pęski, farmakolog – Jan Stankiewicz, patolog – Edward Żebrowski oraz neurolog i psychiatra – Władysław Dzierżyński (brat Feliksa). Studia medyczne odbył na Wydziale Lekarskim UCh Bolesław Szarecki – w czasie II wojny Naczelny Chirurg II Korpusu Polskiego w randze generała. Matematykę na Uniwersytecie Charkowskim studiował jeden z najwybitniejszych polskich matematyków, specjalistów od rachunku prawdopodobieństwa Jerzy Spława-Neyman. Doktorat na Uniwersytecie Charkowskim zrobił dr Henryk Szczodrowski wybitny polski wenerolog, w czasie II wojny światowej Szef Służby Zdrowia Polskich Sił zbrojnych we Francji w stopniu ppłk. WP. Lokalne władze otwarte były także na polskich naukowców, których zatrudniano na Uniwersytecie. Wśród pracujących tu znaleźli się:
- Prawnicy: Ignacy Daniłowicz, Aleksander Mickiewicz (brat Adama) oraz Jan Sobiestiański,
- Matematycy: Grzegorz Hreczyna, Antoni Bonifacy Przeborski(inne języki) oraz Cezary Russjan,
- Filolodzy klasyczni: Józef Piechowski, Józef Jeżowski i Władysław Norbert Jurgiewicz oraz historyk starożytności Edmund Liwski,
- Biolodzy: Leon Cienkowski, Władysław Karol Rothert, Wieńczysław Zaleski pochodzący z polsko-ukraińskiej rodziny.
- Zoolog i mineralog Jan Krynicki,
- Filozof Andrzej Dudrowicz (choć czasem określano go jako Serba),
- Geograf Maurycy Pius Rudzki,
- Na przełomie XIX i XX wieku Polacy stanowili czwartą pod względem liczebności narodowość Charkowa.
- Założycielem Uniwersytetu w Charkowie był hrabia Seweryn Potocki, którego upamiętnia tablica na bibliotece uniwersyteckiej. Wykładał na nim m.in. Aleksander Mickiewicz (brat Adama), który w latach 1849–1850 był dziekanem tutejszego wydziału prawa. Dyrektorem gimnazjum w Charkowie był m.in. Józef Korzeniowski. Lata szkolne spędził w Charkowie malarz Henryk Siemiradzki, którego rodzina miała dwór w Pieczeniegach w pobliżu miasta.
- Kościół katolicki (obecnie Katedra Wniebowzięcia Najświętszej Maryi Panny), grupujący Polaków mieścił się przy ul. Małosumskiej[38] (obecnie Gogola).
- W Charkowie przez dwa semestry studiował medycynę Józef Piłsudski, a następnie po zamieszkach w 1886 roku przeniósł się na uczelnię w Tartu[39].
- W 1940 roku w piwnicach więzienia NKWD w Charkowie zamordowano strzałem w tył głowy 3739 polskich jeńców z obozu w Starobielsku, których następnie pogrzebano w Piatichatkach, gdzie obecnie znajduje się Cmentarz Ofiar Totalitaryzmu w Charkowie. Miejsce zbrodni upamiętnia dziś tablica pamiątkowa[40].
- W charkowskiej Katedrze Wniebowzięcia Najświętszej Maryi Panny znajduje się popiersie Konstantego Gorskiego, kompozytora i pedagoga, który był m.in. jednym z twórców stowarzyszenia „Dom Polski” w Charkowie.
- Polskim bywalcom uniwersytetu Marian Karol Dubiecki poświęcił cały rozdział swojej książki Na kresach i za kresami.
- W mieście urodziła się Miss Universe 2002 Justyna Pasek.

## Demografia
Tabela przedstawiająca populację miasta na przestrzeni ostatnich czterech stuleci:
| 1655              | 1660      | 1785      | 1788      | 1810      | 1840      | 1843      | 1850      | 1867      | 1897      |
| ----------------- | --------- | --------- | --------- | --------- | --------- | --------- | --------- | --------- | --------- |
| 587               | 2000      | 10 805    | 10 742    | 13 584    | 23 600    | 23 721    | 41 861    | 60 000    | 173 989   |
| 1901              | 1913      | 1916      | 1920      | 1926      | 1931      | 1937      | 1939      | V 1941    | XII 1941  |
| 198 273           | 244 700   | 352 300   | 285 000   | 409 505   | 521 501   | 759 385   | 833 000   | 902 312   | 456 639   |
| VIII 1943         | 1959      | 1962      | 1976      | 1982      | 1989      | 1991      | 1995      | 1999      | 2001      |
| 170 000 – 220 000 | 934 136   | 1 000 000 | 1 385 000 | 1 500 000 | 1 609 959 | 1 623 000 | 1 576 000 | 1 510 200 | 1 470 902 |
| 2005              | 2007      | 2008      | 2010      | 2011      | 2012      | 2013      | 2014      | 2015      | 2016      |
| 1 464 740         | 1 461 000 | 1 448 100 | 1 452 256 | 1 446 500 | 1 441 362 | 1 451 028 | 1 451 132 | 1 452 887 | 1 449 700 |
| 2017              | 2018      | 2019      | 2020      | 2021      |           |           |           |           |           |
| 1 439 036         | 1 450 082 | 1 446 107 | 1 443 207 | 1 433 886 |           |           |           |           |           |

Historyczny udział różnych grup narodowo-etnicznych w populacji miasta na podstawie danych ze spisów powszechnych Imperium Rosyjskiego i Związku Radzieckiego:
- 1897[62]

1. Rosjanie: 109 914 (63,17%)
2. Ukraińcy: 45 092 (25,92%)
3. Żydzi: 9848 (5,66%)
4. Polacy: 3969 (2,28%)
5. Niemcy: 2353 (1,35%)
6. Tatarzy: 760 (0,44%)
7. Białorusini: 612 (0,35%)
8. Ormianie: 468 (0,27%)

- 1926[63]

1. Ukraińcy: 160 138 (38,55%)
2. Rosjanie: 154 448 (37,18%)
3. Żydzi: 81 130 (19,53%)
4. Polacy: 5540 (1,33%)
5. Ormianie: 2994 (0,72%)
6. Niemcy: 2202 (0,53%)
7. Łotysze: 1772 (0,43%)
8. Tatarzy: 1633 (0,39%)
9. Białorusini: 1484 (0,36%)
10. Litwini: 657 (0,16%)

- 1939[64]

1. Ukraińcy: 403 606 (48,46%)
2. Rosjanie: 274 173 (32,92%)
3. Żydzi: 130 250 (15,64%)
4. Polacy: 4613 (0,55%)
5. Białorusini: 4193 (0,50%)
6. Ormianie: 4056 (0,49%)
7. Tatarzy: 2824 (0,34%)
8. Niemcy: 2116 (0,25%)

## Administracja
Charków administracyjnie jest podzielony na 9 rejonów. W 2015 roku zgodnie z prawem zmieniono nazwy ponad 200 ulic. Do lutego 2016 roku wiele obiektów w mieście było nazwanych na cześć ludzi, wydarzeń lub organizacji związanych ze Związkiem Sowieckim. Wraz z przepisami o dekomunizacji miejsc publicznych zmieniono wiele nazw przeróżnych obiektów.

## Zabytki

### Lista zabytków
- Monaster Opieki Matki Bożej z soborem pod tym samym wezwaniem (z XVIII wieku), rozbudowywany w XIX w.;
- Sobór Zaśnięcia Matki Bożej z 1770 roku z dzwonnicą z pierwszej połowy XIX wieku;
- Cerkiew Trzech Świętych Hierarchów z początku XX wieku
- Sobór Zwiastowania z XIX wieku;
- Plac Wolności;
- fragmenty XVII-wiecznych murów obronnych;
- Cmentarz ofiar totalitaryzmu w Piatichatkach, na którym spoczywają ofiary wielkiej czystki z końca lat trzydziestych XX w. oraz oficerowie Wojska Polskiego, rozstrzelani przez NKWD wiosną 1940 r. – ofiary zbrodni katyńskiej[40];
- Synagoga Tempel z początku XX wieku;
- Katedra Wniebowzięcia Najświętszej Maryi Panny.
- Gmach Uniwersytetu w stylu modernistycznym z lat 1930–1932
- Budynek Derżpromu, wieżowca w stylu konstruktywizmu
- budynek Towarzystwa Filharmonii Charkowskiej

## Gospodarka
Za czasów radzieckich Charków był centrum produkcji przemysłowej Ukrainy i trzecim co do wielkości ośrodkiem przemysłu i handlu w ZSRR. Po rozpadzie państwa, jego zorientowany na sektor obronny przemysł stracił na znaczeniu. W początkowych latach XXI wieku przemysł ten zaczął się odradzać i adaptować do nowych warunków rynkowych. W tej chwili w mieście znajduje się ponad 380 przedsiębiorstw przemysłowych, zatrudniających około 150 000 osób. W Charkowie rozwija się przemysł maszynowy, zbrojeniowy, metalowy, chemiczny, środków transportu, materiałów budowlanych i spożywczy.
Przedsiębiorstwa takie jak Turboatom i Elektrotiażmasz produkują 17% światowego rynku ciężkich instalacji energetycznych (np. turbin). Znajdujące się w mieście zakłady lotnicze produkujące samoloty konstrukcji Antonowa, są największym tego typu przedsiębiorstwem na Ukrainie. Firma XADO jest rosyjskim i ukraińskim liderem chemii samochodowej. Fabryka im. Małyszewa produkuje pojazdy opancerzone i kombajny rolnicze.

## Transport
Obecnie Charków jest jednym z największych węzłów transportowych w kraju. Znajdują się w nim węzły drogowy oraz kolejowy (stacja Charków Pasażerski). Miasto posiada także metro, tramwaje, trolejbusy, międzynarodowy port lotniczy oraz taksówki.

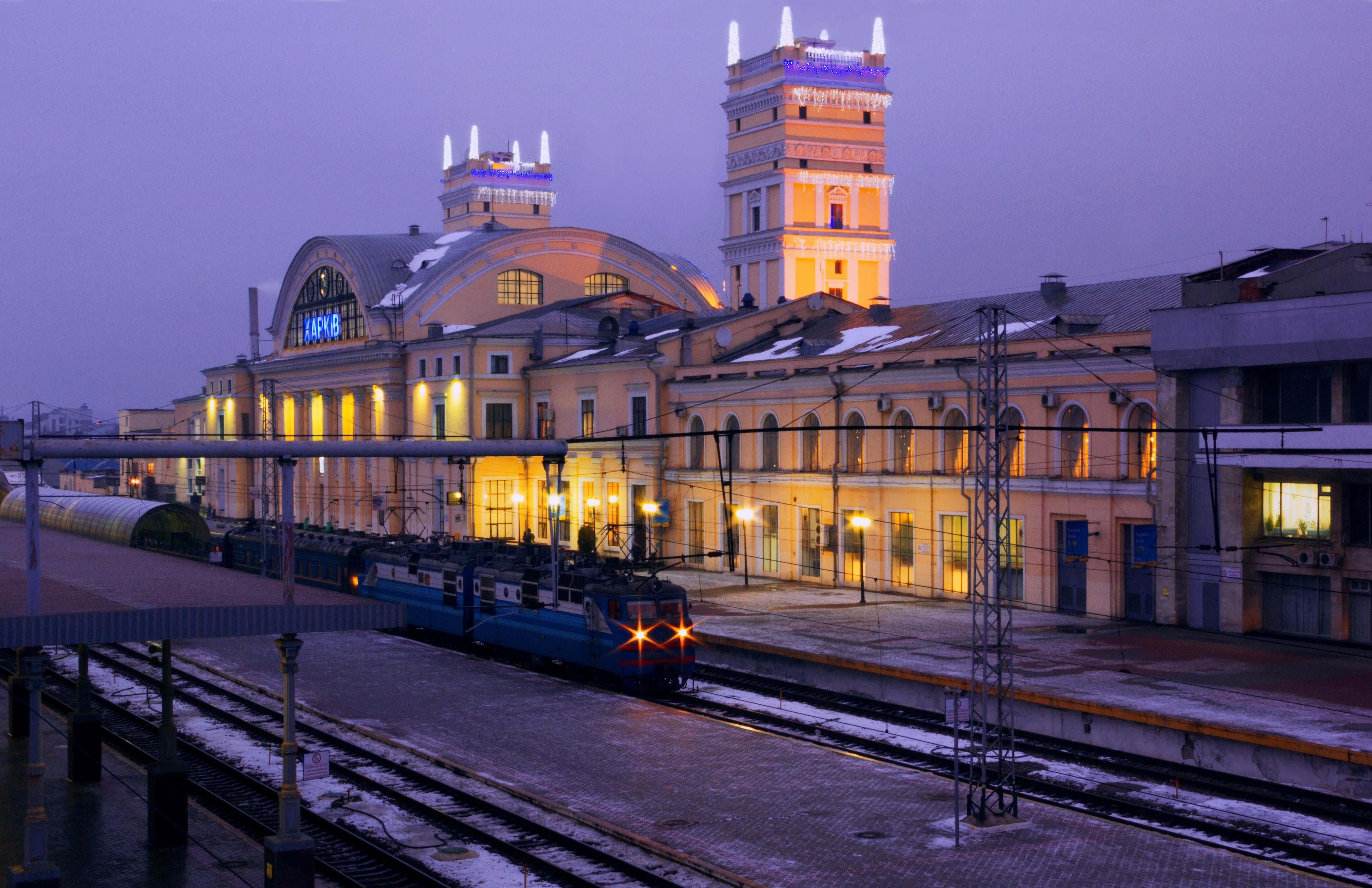
Stacja kolejowa Charków Pasażerski
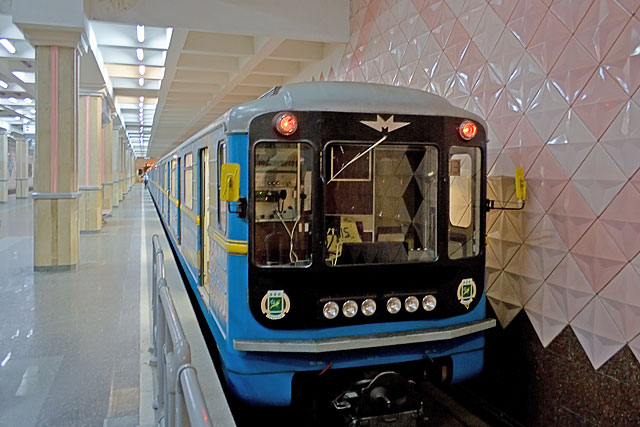
Metro w Charkowie
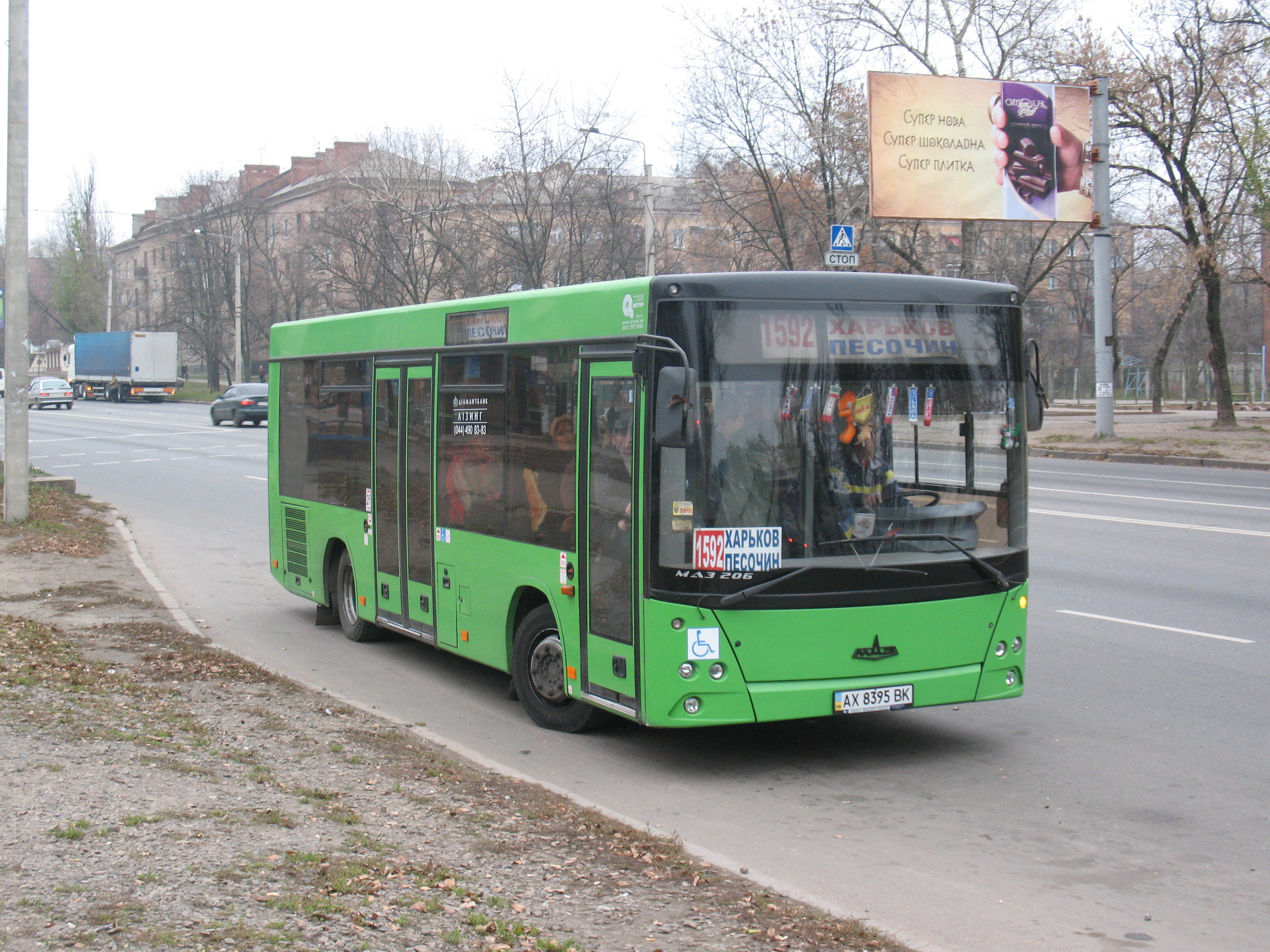
Autobus miejski
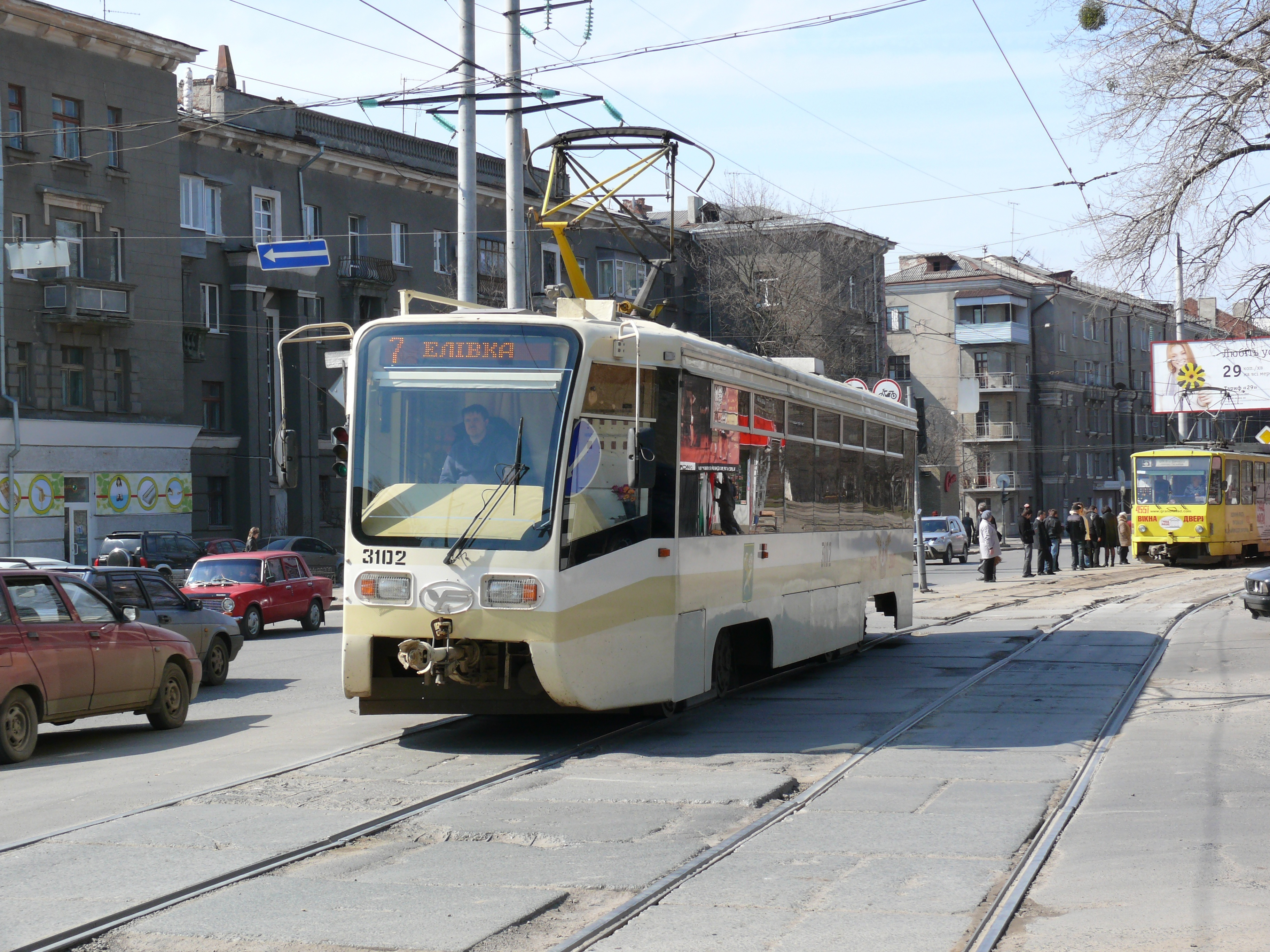
Tramwaj miejski
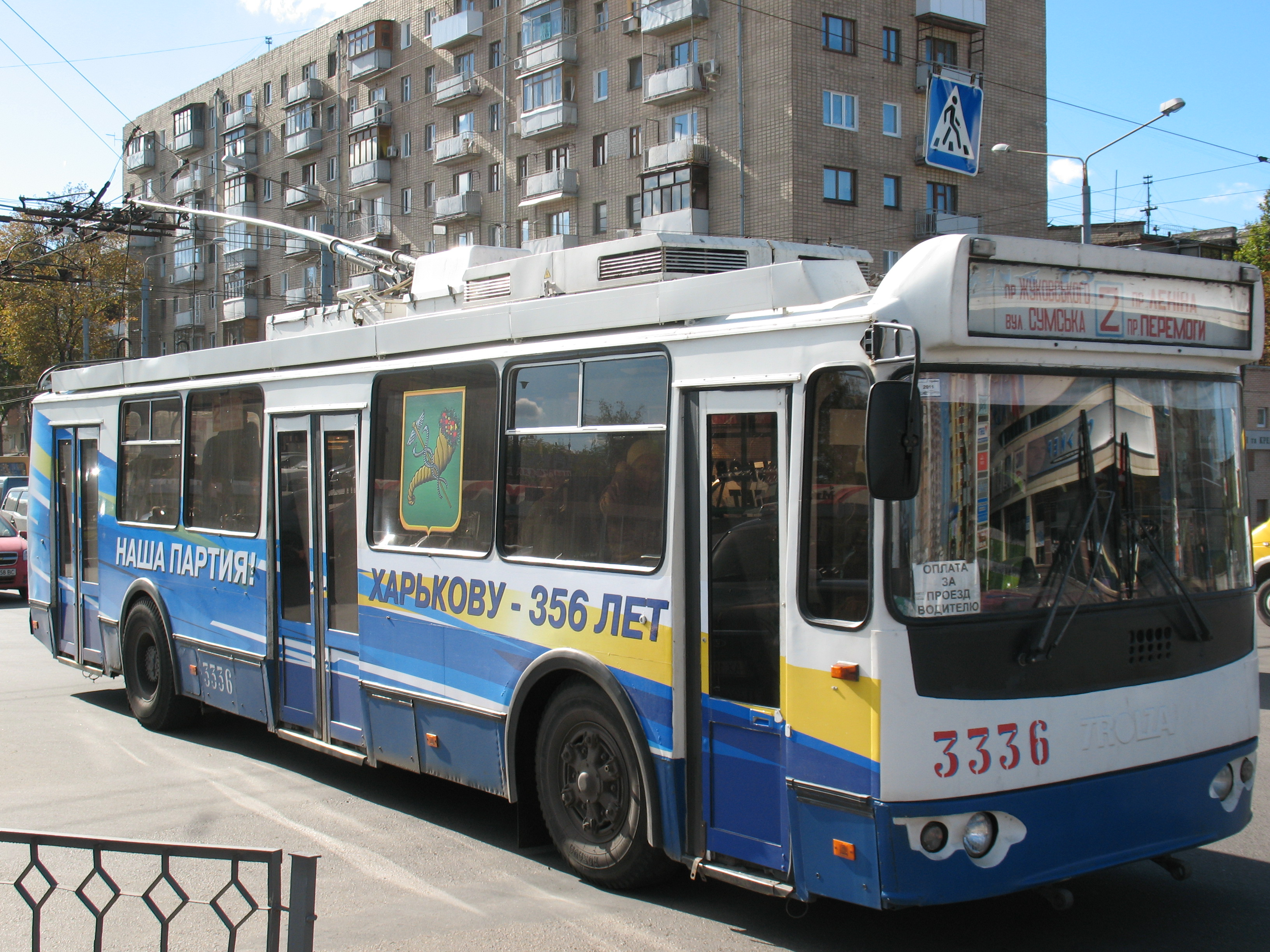
Trolejbus w Charkowie

## Sport

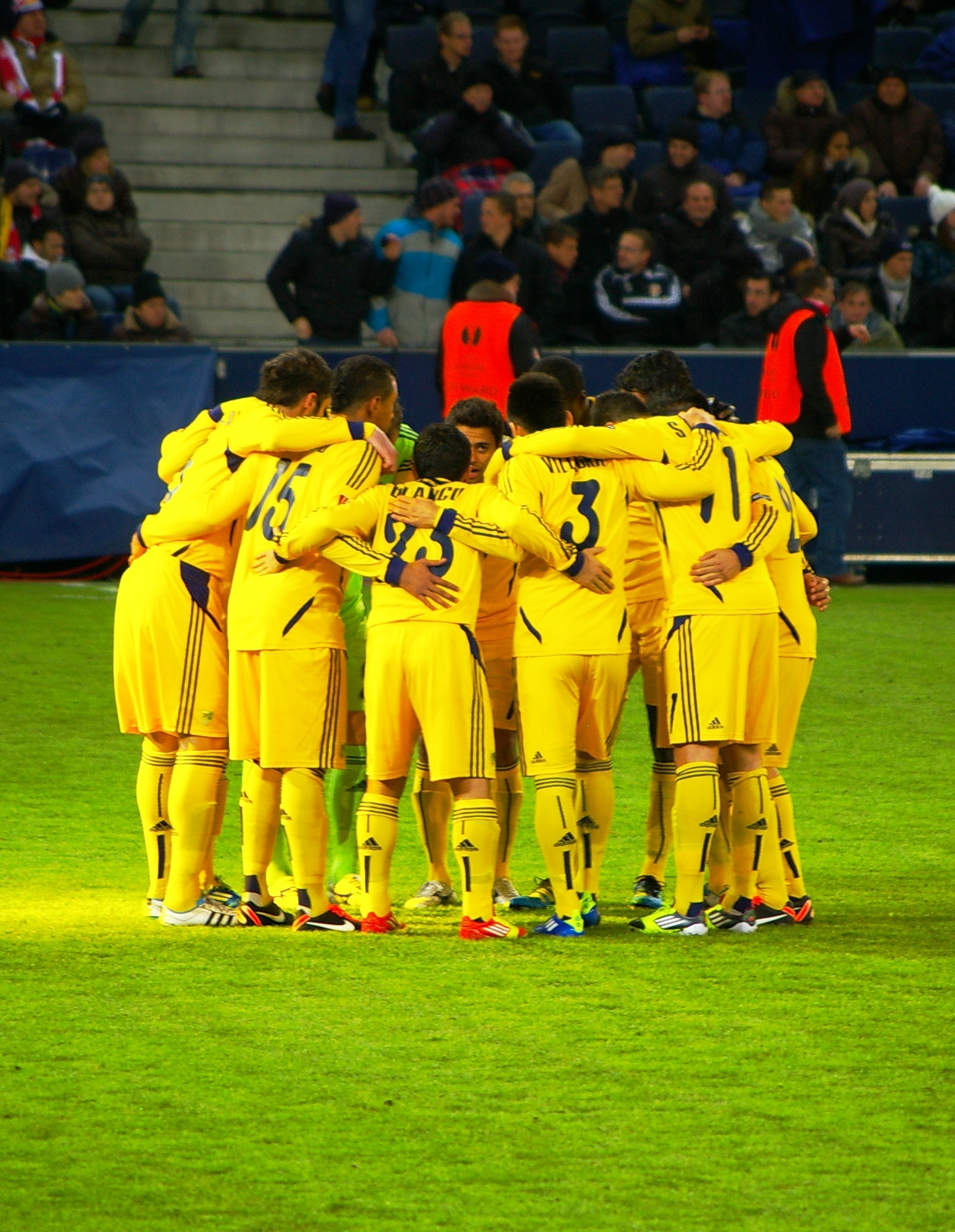
W mieście funkcjonuje klub piłkarski Metalist Charków

W Charkowie znajduje się 19 stadionów (między innymi Metalist, Dynamo, Soniaczny, Arsenal-Spartak, Helios Arena), 850 boisk sportowych, 363 hale sportowe, 19 basenów oraz ponad 40 kortów tenisowych. Charków był gospodarzem UEFA Euro 2012. Mecze odbywały się na stadionie Metalist.
Klub Charków Metalist, który istniał do 2016 roku, był jednym z najstarszych współczesnych ukraińskich klubów piłkarskich (został on założony w 1925 roku). W 1988 roku był zwycięzcą Pucharu ZSRR, a ponadto był zdobywcą srebrnego medalu mistrzostw Ukrainy w piłce nożnej 2012/13, oraz sześciokrotnym brązowym medalistą mistrzostw Ukrainy w latach: 2007, 2009, 2010, 2011, 2012 i 2014.

## Miasta partnerskie
Lista miast partnerskich Charkowa:

- Lublin
- Kowno
- Norymberga
- Warna
- Poznań
- Lille
- Cincinnati
- Tiencin
- Bolonia
- Kutaisi
- Warszawa
- Gaziantep
- Brno
- Cetynia
- Dyneburg
- Riszon le-Cijjon
- Jinan

W Charkowie znajduje się 15 konsulatów. Są to między innymi konsulaty: Austrii, Armenii, Niemiec, Polski, Rosji i Słowenii.

## Pozostałe informacje
W Charkowie znajduje się rynek Barabaszowa. Jest to największy rynek przemysłowy i odzieżowy w Europie Wschodniej. Mieści się on na 14. miejscu w rankingu największych rynków na świecie. Zajmuje powierzchnię ponad 75 hektarów.